# Sportowe ratownictwo wodne na Światowych Wojskowych Igrzyskach Sportowych 2019 – super ratownik na 200 m mężczyzn
Super ratownik na 200 m mężczyzn – jedna z konkurencji sportowego ratownictwa wodnego rozgrywanych podczas Światowych Wojskowych Igrzysk Sportowych 2019 w chińskim Wuhanie. 
Eliminacje i finał rozegrane zostały w dniu 20 października 2019 roku na pływalni Wuhan Five Rings Sports Center Natatorium. Brązowy medal zdobył Polak Adam Dubiel z czasem 2:13,38 min.

## Rekordy
| Rekord świata              | Federico Gilardi (ITA) | 2:04,33 | Mediolan | 23.04.2017 |
| Rekord Igrzyska wojskowych | Niu Yujie (CHN)        | 2:12,56 | Wuhan    | 20.10.2019 |

## Terminarz
| Data                 | Godzina (UTC+8) | Wydarzenie             |
| -------------------- | --------------- | ---------------------- |
| 20 października 2019 | 9:40            | Wyścigi kwalifikacyjne |
| 20 października 2019 | 19:55           | Finał                  |

## Wyniki

### Kwalifikacje

#### Wyścig 1
| Poz. | Imię i nazwisko   | Narodowość | Tor | Reakcja | Wynik   | Uwagi | Kwal. |
| ---- | ----------------- | ---------- | --- | ------- | ------- | ----- | ----- |
| 1    | Filipe Pereira    | Brazylia   | 1   | 0,78    | 2:20,38 |       | Q     |
| 2    | Fabian Thorwesten | Niemcy     | 3   | 0,71    | 2:20,70 |       | Q     |
| 3    | Jan Malkowski     | Niemcy     | 4   | 0,75    | 2:21,52 |       | Q     |
| 4    | Nikolai Poturaev  | Rosja      | 5   | 0,72    | 2:24,15 |       | R     |
| 5    | Tobias Leif Tunzi | Włochy     | 6   | 0,76    | 2:33,08 |       |       |
| 6    | Mauriz Perez      | Hiszpania  | 2   | 0,66    | 2:34,11 |       |       |
| –    | Gustavo Gimenes   | Brazylia   | 7   | -       | DSQ     |       |       |

Źródło:

#### Wyścig 2
| Poz. | Imię i nazwisko      | Narodowość | Tor | Reakcja | Wynik   | Uwagi | Kwal. |
| ---- | -------------------- | ---------- | --- | ------- | ------- | ----- | ----- |
| 1    | Adam Dubiel          | Polska     | 4   | 0,74    | 2:15,92 |       | Q     |
| 2    | Niu Yujie            | Chiny      | 5   | 0,73    | 2:18,50 |       | Q     |
| 3    | Su Weijun            | Chiny      | 6   | 0,65    | 2:25,54 |       | R     |
| 4    | Martin Sergio Martin | Hiszpania  | 2   | 0,70    | 2:30,18 |       |       |
| 5    | Mathieu Marier       | Kanada     | 7   | 0,70    | 2:37,25 |       |       |
| 6    | Rick de Greff        | Holandia   | 8   | 0,69    | 2:38,63 |       |       |
| 7    | Behshad Alizadeh     | Iran       | 3   | 0,78    | 2:48,03 |       |       |
| –    | Thomas Olsen         | Szwecja    | 1   | -       | DSQ     |       |       |

Źródło:

#### Wyścig 3
| Poz. | Imię i nazwisko     | Narodowość | Tor | Reakcja | Wynik   | Uwagi | Kwal. |
| ---- | ------------------- | ---------- | --- | ------- | ------- | ----- | ----- |
| 1    | Gianni Landi        | Włochy     | 4   | 0,70    | 2:14,48 |       | Q     |
| 2    | Hubert Nakielski    | Polska     | 5   | 0,68    | 2:15,79 |       | Q     |
| 3    | Amedeo Cesarano     | Włochy     | 6   | 0,68    | 2:21,67 |       | Q     |
| 4    | Nico Lenzlinger     | Szwajcaria | 2   | 0,73    | 2:29,53 |       |       |
| 5    | Barry Hazenoot      | Holandia   | 8   | 0,70    | 2:30,50 |       |       |
| 6    | Douglas Young       | Kanada     | 7   | 0,74    | 2:33,10 |       |       |
| 7    | Pedram Maldarghasri | Iran       | 3   | 0,74    | 2:43,59 |       |       |
| 8    | Linus Blomberg      | Szwecja    | 1   | 0,82    | 2:53,43 |       |       |

Źródło:.

### Finał
| Poz.   | Imię i nazwisko   | Narodowość | Tor | Reakcja | Wynik   | Uwagi |
| ------ | ----------------- | ---------- | --- | ------- | ------- | ----- |
| złoto  | Niu Yujie         | Chiny      | 6   | 0,74    | 2:12,56 | CR    |
| srebro | Gianni Landi      | Włochy     | 4   | 0,66    | 2:12,93 |       |
| brąz   | Adam Dubiel       | Polska     | 3   | 0,78    | 2:13,38 |       |
| 4      | Hubert Nakielski  | Polska     | 5   | 0,70    | 2:13,65 |       |
| 5      | Jan Malkowski     | Niemcy     | 1   | 0,.73   | 2:16,69 |       |
| 6      | Amedeo Cesarano   | Włochy     | 8   | 0,65    | 2:19,76 |       |
| 7      | Fabian Thorwesten | Niemcy     | 7   | 0,67    | 2:23,79 |       |
| 8      | Filipe Pereira    | Brazylia   | 2   | 0,84    | 2:24,88 |       |

Źródło: